# أليكساندر جيرار
أليكساندر جيرار (بالفرنسية: Alexandre Gérard )‏ (و. 1780 – 1832 م) هو عالم نبات، من فرنسا، توفي في باريس، عن عمر يناهز 52 عاماً.

## التعليم
تعلم في المدرسة المتعددة التكنولوجية بفرنسا.